# Tomasz Garbowski
Tomasz Robert Garbowski (ur. 7 stycznia 1979 w Kluczborku) – polski polityk, historyk, działacz piłkarski, poseł na Sejm V, VI i VII kadencji.

## Życiorys
W 1997 został sędzią piłkarskim, później otrzymał uprawnienia sędziowania w spotkaniach polskiej Ekstraklasy. W 2003 ukończył studia historyczne na Wydziale Historyczno-Pedagogicznym Uniwersytetu Opolskiego. Ukończył studia podyplomowe w Szkole Głównej Handlowej w Warszawie, a także z zarządzania jednostkami gospodarczymi na Uniwersytecie Wrocławskim.
W czerwcu 1999 przystąpił do Socjaldemokracji Rzeczypospolitej Polskiej, która współtworzyła w tym okresie partię Sojusz Lewicy Demokratycznej. W listopadzie tego samego roku został członkiem rady krajowej SLD i sekretarzem rady wojewódzkiej partii, a od 2004 do 2012 pełnił funkcję przewodniczącego opolskiej rady wojewódzkiej SLD. W maju 2012 został członkiem zarządu krajowego Sojuszu. W kwietniu 2016 zrezygnował z członkostwa w partii.
W latach 2001–2005 pracował na stanowisku asystenta wojewody opolskiego. Od 2002 do 2005 był radnym sejmiku województwa opolskiego. W wyborach parlamentarnych w 2005 z ramienia Sojuszu Lewicy Demokratycznej został wybrany na posła V kadencji w okręgu opolskim. W Sejmie był członkiem Komisji Rolnictwa i Rozwoju Wsi oraz Komisji Mniejszości Narodowych i Etnicznych. W wyborach parlamentarnych w 2007 po raz drugi uzyskał mandat poselski, kandydując z listy koalicji Lewica i Demokraci i otrzymując 13 651 głosów. 22 kwietnia 2008 zasiadł w klubie Lewica (pod koniec września 2010 przemianowanym na KP SLD). W 2010 kandydował na stanowisko prezydenta Opola, przegrywając w drugiej turze z Ryszardem Zembaczyńskim. W wyborach do Sejmu w 2011 z powodzeniem ubiegał się o reelekcję, dostał 6828 głosów. W wyborach w 2015 nie został wybrany na kolejną kadencję.
W 2016 powołany na prezesa zarządu Opolskiego Związku Piłki Nożnej. W 2021 wszedł w skład zarządu PZPN. W 2025 został wiceprezesem związku ds. piłkarstwa amatorskiego.

## Życie prywatne
Żonaty z Edytą Górną.